# Horní Dunajovice
Horní Dunajovice là một làng thuộc huyện Znojmo, vùng Jihomoravský, Cộng hòa Séc.